# Kfar Kama

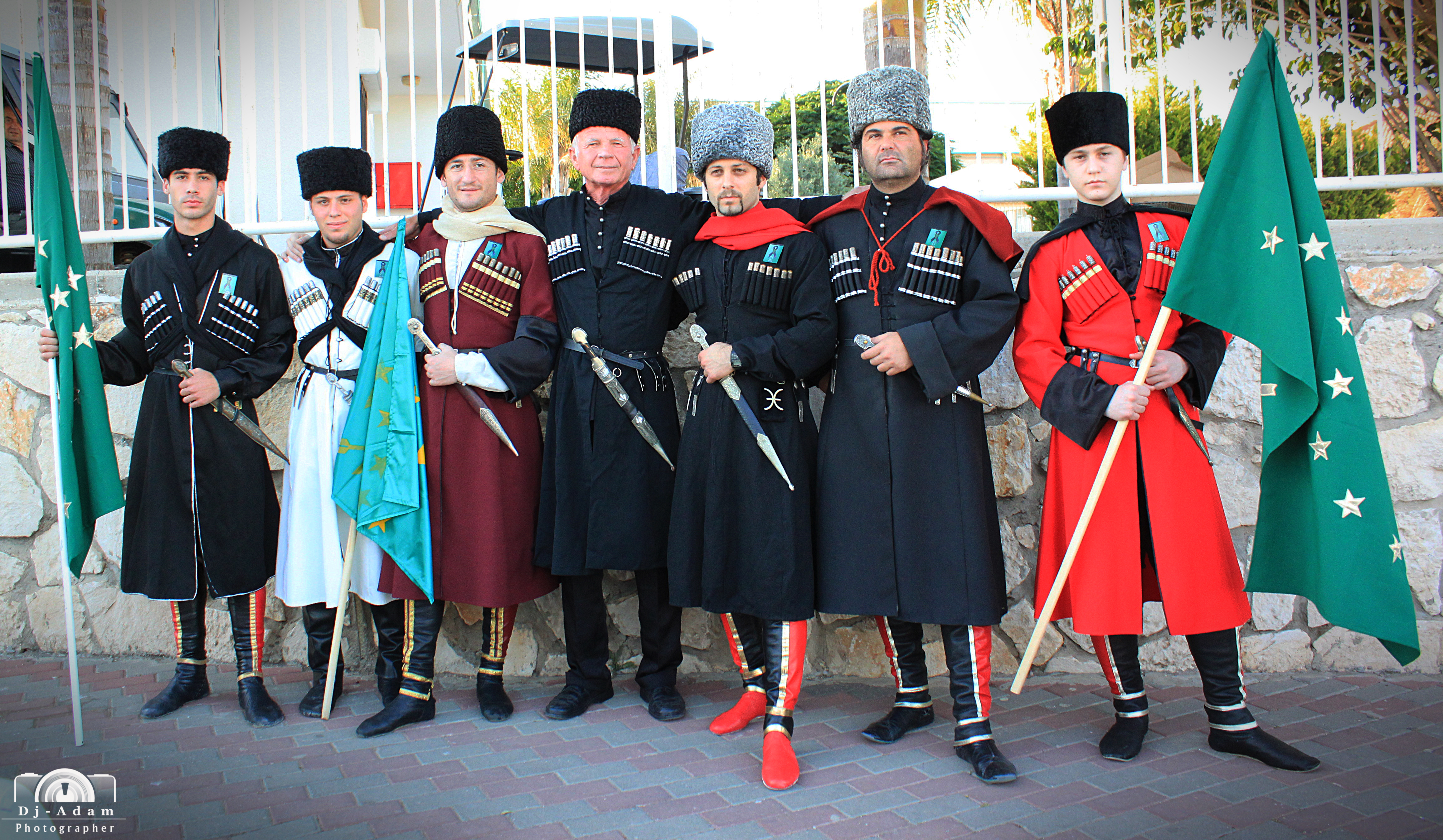
Tscherkessen in Kfar Kama, 2011

Kfar Kama (hebräisch כְּפַר כַּמָא, arabisch كفر كما, DMG Kafr Kamā, Adyghe: Кфар Кама) ist eine Ortschaft in Untergaliläa im Nordbezirk in Israel. Sie liegt an der Landstraße , die von Kfar Tavor nach Kinneret führt. Sie ist eine der beiden einzigen von Tscherkessen bewohnten Dörfer in Israel, das andere ist Rehaniya. Die Einwohner der Stadt stammen vom Stamm der Schapsugen ab.

## Geschichte
Das moderne Dorf Kfar Kama ist auf einer antiken Stätte errichtet worden. Neben einer runden Basalt-Olivenpresse und Zisternen wurden Ruinen und Teile von fünf Kalksteinsäulen gefunden. Im Jahr 2020 entdeckte ein Archäologenteam von der israelischen Altertumsbehörde Überreste einer Kirche aus dem sechsten Jahrhundert. Archäologen haben Kfar Kama mit der Ortschaft Helenoupolis in Verbindung gebracht, die Konstantin der Große zu Ehren seiner Mutter Helena gründete. Bei Ausgrabungen in den Jahren 1961 und 1963 wurden Gräber aus dem 4. Jahrhundert entdeckt.
In der Kreuzfahrerzeit war die Ortschaft als Kapharchemme oder Capharkeme bekannt. Im Jahr 1596 wurde Kfar Kama in den osmanischen Steuerregistern als ein Dorf in der Nahiya Tiberias aufgeführt. Es hatte eine Bevölkerung von 34 muslimischen Haushalten. Eine Karte von Pierre Jacotin aus der Zeit der napoleonischen Invasion von 1799 zeigte den Ort, der als El Hadaci bezeichnet wurde.
Im Jahre 1878 ließ sich eine Gruppe von 1.150 tscherkessischen Einwanderern vom Stamm der Schapsugen aus Adygeja, die von den Russen aufgrund des Russisch-Tscherkessischen Krieges aus dem Kaukasus ins Osmanische Reich verbannt worden waren, in dem Dorf nieder. Anfänglich lebten sie von der Viehzucht, später wurden sie Bauern. Die erste Schule wurde um 1880 gegründet.
Im Staat Israel wurde der Ort einer von zwei von Tscherkessen bewohnten Ortschaften. Die Tscherkessen sind Muslime, die im Gegensatz zur deutlich größeren arabisch-muslimischen Minderheit Israels den Militärdienst in den israelischen Streitkräften leisten. Im Dorf befindet sich ein Zentrum für das tscherkessische Kulturerbe. Im Dezember 2022 wurde die Ortschaft aufgrund ihres außergewöhnlichen Kulturerbes von der UN zu einem der „besten Touristendörfer“ gewählt.

## Demografie
Im Jahr 2021 lebten 3.479 Einwohner in der Stadt. Davon waren lediglich 9 Juden und knapp 99,6 Prozent waren Muslime bzw. Tscherkessen. Knapp 22 Prozent der Bevölkerung waren Kinder unter 15 Jahren.

## Persönlichkeiten
- Bibras Natcho (* 1988), Fußballspieler